# Wirtualna sieć prywatna
Wirtualna sieć prywatna (od ang. virtual private network – VPN) – tunel, przez który płynie ruch w ramach sieci prywatnej pomiędzy nadawcą i odbiorcą za pośrednictwem publicznej sieci (takiej jak Internet). Można opcjonalnie kompresować lub szyfrować przesyłane dane w celu zapewnienia lepszej jakości lub większego poziomu bezpieczeństwa.
Określenie „wirtualna” oznacza, że sieć ta istnieje jedynie jako struktura logiczna działająca w rzeczywistości w ramach sieci publicznej.

## Zastosowanie
Rozwiązania oparte na VPN stosowane są np. w sieciach korporacyjnych, których zdalni użytkownicy pracują ze swoich domów na niezabezpieczonych łączach. Wirtualne sieci prywatne charakteryzują się dość dużą efektywnością, nawet na słabych łączach (dzięki kompresji danych) oraz wysokim poziomem bezpieczeństwa (ze względu na szyfrowanie). Rozwiązanie to sprawdza się w firmach, których pracownicy często podróżują lub korzystają z możliwości telepracy.
Mechanizm działania sieci VPN opiera się przede wszystkim na ukryciu prawdziwego adresu IP urządzenia oraz na szyfrowaniu danych, przesyłanych podczas trwania połączenia internetowego. Z tego powodu oraz wraz z rozwojem firm VPN posiadających ofertę ukierunkowaną dla klienta prywatnego, stosowanie sieci VPN zyskuje na popularności wśród użytkowników indywidualnych, mających na względzie ochronę prywatności w sieci, jak również osób czerpiących korzyści wynikające z możliwości wyboru lokalizacji adresu IP.
Tunelowanie VPN jest wykorzystywane do ukrycia aktywności w internecie przed agentami rządowymi i dostawcami usług internetowych. Pozwala w sposób bezpieczny komunikować się z krajów z silną cenzurą (np. Chiny, Iran ,Korea Północna), a także w przypadku transmisji obarczonej ryzykiem prawnym (np. współdzielenie plików) oraz daje możliwość odblokowania treści objętych blokadą regionalną. Istnieją techniki blokowania połączeń VPN.

## Podział sieci VPN
Sieci VPN można podzielić w zależności od:
- protokołów użytych w procesie tunelowania ruchu sieciowego
- punktu końcowego tunelowania, może być nim sam klient lub dostawca internetu
- dostępu punkt-punkt lub zdalnego dostępu
- dostarczanych poziomów bezpieczeństwa
- wykorzystywanej warstwy modelu OSI łączonej sieci, takiej jak połączenia w warstwie 2, bądź łączności warstwy 3.

## Najczęściej spotykane protokoły VPN
- PPTP – używany w MS Windows
- L2TP – używany w MS Windows
- OpenVPN
- IPsec
- IKEv2 - dla poprawy wyników szyfrowania i prędkości sieci, często sparowany z protokołem IPsec (IKEv2/IPsec)
- SSTP(inne języki) (ang. Secure Socket Tunneling Protocol) - opracowany przez Microsoft[3]
- WireGuard(inne języki) - najszybszy protokół VPN typu open source, prosty w konfiguracji
- NordLynx[4]
- Qbelt

## Szyfrowanie VPN
Obecnie, zdecydowana większość komercyjnych sieci VPN korzysta z szyfrowania AES-256. Jest to najcięższe do złamania zabezpieczenie kryptograficzne istniejące we współczesnym świecie. Z 256-bitowego szyfrowania AES korzystają instytucje rządowe, między innymi wojsko w USA.